# Słobidka (obwód kijowski)
Słobidka (ukr. Слобідка) – wieś na Ukrainie, w obwodzie kijowskim, w rejonie obuchowskim, w hromadzie Obuchów. W 2001 liczyła 1576 mieszkańców, spośród których 1553 wskazało jako ojczysty język ukraiński, 17 rosyjski, 1 białoruski, a 5 ormiański.
Do 1946 roku miejscowość nosiła nazwę Hermaniwśka Słobidka (ukr. Германівська Слобідка), a w latach 1946-2024 Krasna Słobidka (ukr. Красна Слобідка).